# Lundacera tchikapensis
Lundacera tchikapensis là một loài nhện trong họ Ochyroceratidae. Loài này phân bố ở Angola.